# 四季秋海棠
四季秋海棠（学名：Begonia semperflorens-cultorum）为秋海棠科秋海棠属下的一个种。

## 形态
約15天發芽，喜愛陽光，不耐寒，常綠肉質草本，株高 15~45 公分，全株光滑無毛；基不多分枝，莖直立，肉質光滑，綠色或淡紅色。
葉互生，具柄而長短差大，葉片卵形或廣卵形，長 10~30 公分，寬 8~15 公分，基部心形或微偏斜，先端鈍形或急尖，不整狀鋸齒緣或近全緣，兩面光滑，主脈常呈淡紅色。
總狀花序腋生，花數朵聚生於總花梗上，雌雄異花同株；雄花較大，花被片 4 枚；雄蕊約 6 枚或更多；雌花較小；花被片 5 枚，子房下位，柱頭 3 枚，均為淡紅色或代白色；雌花下方有一個肥大的子房，有三片翅膀狀的突起。
果實為褐色蒴果，三角形，表面具3個翼。

## 特征
四季秋海棠依植株的高低，可分為矮性種、中性種及高性種；而依其型態則可分為直立性及匍伏性，直立性品種分枝較少。低矮叢生多年生草本，株高約有10-15公分。花瓣呈波浪狀或鋸齒狀，花形則有單、重瓣之分，花色計有紅、粉紅、橙紅、深紅、白色等。四季秋海棠花期特長，周年開花，但盛開於夏季，溫暖地區則一年四季開花不斷，每當花朵盛開時，整個植株均被花朵所覆蓋。四季海棠有扦插、分株、播種法。生產上扦插與分株應用廣泛，但長期多代使用，易造成品種退化，分枝少而弱，葉片、花朵變小。因此，扦插分株，只能選擇實生繁殖苗第1至2代母株。為防止品種退化，現在提倡由原來的扦插分株為主，改為播種繁殖為主。

## 种植观赏
四季海棠實生苗葉肥、花壯、開花整齊，觀賞價值高，市場競爭力強，是選育新品種的主要途徑。四季海棠播種，宜選擇8月的休眠期。但四季海棠怕高溫，度夏難，需要選擇冷涼的環境，如高山度夏基地或調控設施。種子發芽25℃至26℃，生長適溫12℃至30℃。四季海棠種子十分微小，播種要嚴防沖走，應深埋。此外，還要遮陰防高溫、暴雨，以免影響發芽出苗，提高成活率。
花期調控　如要四季海棠元旦開花，應在4月上中旬扦插育苗，度夏后，在9月中旬定植，10月中旬轉為露地管護；如要在春節開花，播種在8月中旬（播種至開花需要145至160 天），10月中旬移入露地養護，11月中旬上盆定植；促使四季海棠“五一”開花，播種育苗在10 月中旬自然溫度下進行；扦插育苗（扦插至開花需120至150 天）在12 月上中旬保護地進行，2月下旬定植，但要防寒保苗。使用生長抑製劑，亦可促花。
秋海棠的種類繁多，且容易栽培繁殖，其中四季海棠為海棠科多年生草本植物，原產於巴西，株高十五至二十公分，自從園藝界引進台灣之後，已能適應南台灣高溫的天氣，而成為一年四季常見的草本科植物，象徵榮華富貴，作為鳳山市「市花」。

## 扩展阅读
- 維基物種上的相關：四季秋海棠